# Sonatine pour alto et violoncelle de Milhaud
Pour les articles homonymes, voir Sonatine (homonymie).
La Sonatine pour alto et violoncelle, op. 378, est une œuvre de musique de chambre en duo de Darius Milhaud composée en 1959.

## Présentation
Commande de l'Université de la Saskatchewan, la Sonatine pour alto et violoncelle de Milhaud est composée à Mills College entre le 15 et le 24 avril 1959,.
Dédiée à Murray Adaskin et Jim Bolle, l'œuvre est créée par Gerald Stanick (alto) et Peggie Sampson (en) (violoncelle) le 9 juin 1959 à Saskatoon (Summer Music Festival de l'Université de la Saskatchewan),.

## Structure
La Sonatine, d'une durée moyenne d'exécution de dix-sept minutes cinquante environ, est constituée de trois mouvements :
1. Vif ;
2. Modéré ;
3. Gai.

La partition est publiée par Heugel,. Dans le catalogue des œuvres de Darius Milhaud, la Sonatine pour alto et violoncelle porte le numéro d'opus 378,.

## Discographie
- Milhaud: Chamber Music with Viola, Paul Cortese (alto) et Frank Schaffer (violoncelle), ASV Records (en) CD DCA1039, 1998[7].